# スカイライン -奪還-
『スカイライン -奪還-』（スカイライン だっかん、Beyond Skyline）は、2017年のアメリカ合衆国のSFアクション映画。2010年の映画『スカイライン -征服-』の続編。監督はリアム・オドネル、出演はフランク・グリロとボヤナ・ノヴァコヴィッチなど。

## ストーリー
突如現れた宇宙人により、軍にも敵わなく地球はまる3日間で征服されてしまった。しかし、地上には宇宙人に反撃しようとする人間が残っていた。今、人類は大切な人を守り抜くため、宇宙人に対する反撃が始まる。

## 侵略者
突如地球へと襲来し、人々を次々に吸収してきた異星人。あらゆるタイプのエイリアンを備えており、青い光などで人々をおびき寄せ、その隙に吸収、捕獲するなど、あらゆる手段で攻撃を仕掛けていた。弾道ミサイルでも手に負えない程のパワーを持っており、たとえ宇宙船が破壊寸前でも再生できるなど、人類側は、勝ち目もなくまる3日間で征服されてしまった。
本作は、前作に登場したエイリアンに、さらに2体追加され、デザインも一部変更された。

## キャスト
※括弧内は日本語吹替
- マーク：フランク・グリロ（小原雅人）
- オードリー：ボヤナ・ノヴァコヴィッチ（植竹香菜）
- スア：イコ・ウワイス（岡井カツノリ）
- ハーパー：カラン・マルヴェイ（中野泰佑）
- トレント：ジョニー・ウェストン（英語版）（竹内栄治）
- サージ：アントニオ・ファーガス（小林操）
- ガルシア：ジェイコブ・バルガス
- チーフ：ヤヤン・ルヒアン（英語版）（三瓶雄樹）
- ローズ：リンゼイ・モーガン